# Brittania (Harlingen)
Het voormalige pakhuis Brittania aan de Noorderhaven 39 is een monumentaal pand in Harlingen in de Nederlandse provincie Friesland.

## Geschiedenis
Het hoekpand met zadeldak dateert uit de 17e eeuw, maar is omstreeks 1800 gewijzigd. De grote deuren in de voorgevel wijzen op het gebruik van het pand als pakhuis. Ook de hijsbalk boven de dakkapel wijst op de oorspronkelijke functie als pakhuis.
Zowel in de voorgevel als in de zijgevel aan Zeepziedersstraat zijn muurankers aangebracht. In de zijgevel bevinden zich diverse nisvormige openingen met traliewerk en afgesloten door vensters.
De naam Brittania zou duiden op de herkomst van de goederen, die in dit pakhuis werden opgeslagen. De naam Brittania als aanduiding van het pakhuis wordt in 1885 bij de verkoop van een lading beschadigde gerst en haver gebruikt. Ook in 1901 wordt bij de verkoop van het pakhuis de naam Brittania gebruikt. Eerder in de 19e eeuw stond het pakhuis bekend onder de naam Macedoniën (ook Macedoni). Het pand is erkend als rijksmonument.

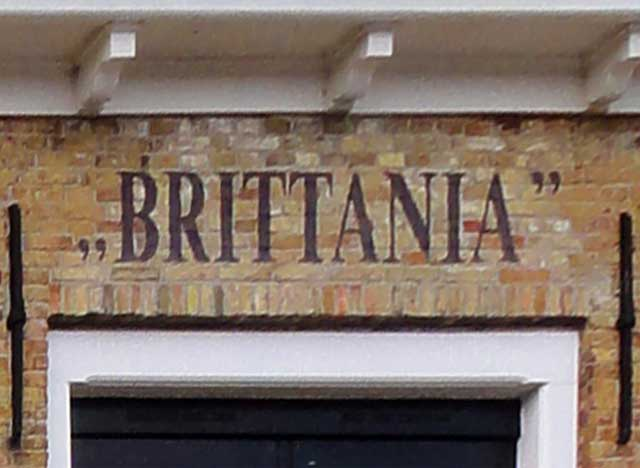
Detail met de naam van het pakhuis